# Petriolo
Petriolo là một đô thị ở tỉnh Macerata ở vùng Marche, có vị trí cách khoảng 45 km về phía nam của Ancona và khoảng 9 km về phía nam của Macerata. Tại thời điểm ngày 31 tháng 12 năm 2004, đô thị này có dân số 2.063 người và diện tích là 15,6 km².
Petriolo giáp các đô thị: Corridonia, Loro Piceno, Mogliano, Tolentino, Urbisaglia.